# Pinhal da Serra
Pinhal da Serra là một đô thị thuộc bang Rio Grande do Sul, Brasil. Đô thị này có diện tích 434,045 km², dân số năm 2007 là 2058 người, mật độ 4,74 người/km².